# 심재영
심재영(1995년 9월 14일~)은 대한민국의 태권도 선수이다. 2017년과 2019년에 세계 태권도 선수권 대회 우승을 달성했다.